# Comox
Comox es un pueblo canadiense situado en la provincia de Columbia Británica.

## Superficie
Comox tiene una superficie de 16,87 km².

## Demografía
En 2021, tenía 14 806 habitantes, una densidad poblacional de 877,7 hab./km², y 6672 viviendas.